# Yachita Tsuchihashi
Yachita (Paul) Tsuchihashi (土橋 八千太, Tsuchihashi Yachita), né le 4 décembre 1866 à Nagano et décédé le 11 mars 1965 à Tokyo, est un prêtre jésuite japonais, astronome, mathématicien, sinologue, lexicographe, universitaire et administrateur. Il est connu pour avoir développé des tableaux complets pour convertir les traditionnelles dates des ères du Japon dans leurs équivalents du calendrier grégorien,,.

## Biographie

### Jeunesse et formation
Né dans une famille de samouraïs bouddhistes, Yachita Tsuchihashi reçoit à sa demande le baptême dans l’Église catholique à l’âge de quinze ans et adopte le nom de Paul. Un an plus tard il entre au petit séminaire de Tokyo ou, entre autres sujets, il étudie le latin et la langue chinoise. Impressionné par les écrits du jésuite chinois Li P. Yachita se rend en Chine sans la permission de son évêque afin de le rencontrer. Il apprend qu’il est mort. Mis en contact avec d’autres jésuites il décide d’entrer dans la Compagnie de Jésus en Chine même.
En vue de tester sa vocation religieuse on lui demande de faire deux années de philosophie. Entré au noviciat le 7 septembre 1888, à Zikawei (Chine) il fait une troisième année de philosophie à la fin de sa formation spirituelle et travaille quelque temps à l’observatoire astronomique de Zikawei. Paul Tsuchihashi est le premier japonais à devenir jésuite, après la restauration de la Compagnie (1814). En fait les Jésuites ne reviendront au Japon qu’à la fin du XIXe siècle.
Lorsque la guerre sino-japonaise (1894-1895) éclate Paul Tsuchihashi est envoyé à Manille. De là il passe en France pour y faire ses études de théologie en vue du sacerdoce. Mais outre la théologie il étude également l’astronomie les mathématiques en Sorbonne. Ordonné prêtre le 24 août 1901 à Lyon (France) il poursuit ses études de science en Sorbonne. Sa formation spirituelle se termine avec le Troisième An à Mold, au Pays de Galles, sous la direction du père René de Maumigny. Il poursuit jusqu’en 1904 travail et recherches aux observatoires de Paris et Toulouse.

### En Chine: astronomie et mathématiques
Rentré en Chine le fruit de ses recherches apparaît immédiatement.  En 1905, Tsuchihashi est nommé directeur adjoint de l'observatoire astronomique de She Shan Hill (en) (Zose)  à la périphérie de Shanghai, un poste qu'il cumule avec la chaire de mathématiques à l'Université l'Aurore de cette ville (Xujiahui). Au cours de cette période, il se concentre sur les mouvements des astéroïdes.

### Retour au pays natal: à l’université Sophia
Apprenant que Pie X a demandé aux jésuites de fonder une université catholique à Tokyo, Tsuchihashi sollicite du Supérieur général, le père François-Xavier Wernz, d’y être envoyé (1908). Du jour de son retour en pays natal (1911) jusqu’à sa mort, le champ d’action et point d’attache du jésuite japonais sera l’université Sophia de Tokyo qui ouvre ses portes en 1913.
Il y est professeur de mathématiques et de littérature chinoise. Durant de longues années il en est le chancelier et, de 1939 à la fin de la guerre mondiale, son recteur. À la fin de la guerre (1945) il quitte son poste de Recteur et arrête l’enseignement — il a 79 ans — mais continue son travail de recherche et de publication.  Son état de santé lui permettra de le faire jusqu'à ses derniers jours.
Récipiendaire de l'Ordre du Trésor sacré, Yachita Paul Tsuchihashi meurt à Tokyo, le 11 mars 1965. Il a 98 ans.

## Publications (sélection)
- Japanese chronological tables from 601 to 1872 (邦曆西曆對照表: 自推古九年至明治五年, Hōreki seireki taishōhyō: Suiko kyūnen yori Meiji gonen ni itaru?), 1952